# Ernst Korner
Ernst Korner (12. srpen 1888 Uherský Brod – 19. srpen 1966 Sydney, Austrálie) byl architekt židovského původu. Narodil se do rodiny výrobce lihovin Jindřicha Kornera v Uherském Brodě. V Ostravě bydlel na ulici Tyršova 10.Byl členem správní rady firmy Armator.

## Dílo

### Obytné domy v ulici Vítězná, Pelclova v Moravské Ostravě
49°50′52″ s. š., 18°17′9″ v. d.
Nájemní dům Gustava Korna na ulici Dvořákovar.
49°50′17″ s. š., 18°17′29″ v. d.
Činžovní dům Gustava Korna se nachází poblíž sídla České televize v Moravské Ostravě. Práce Arnošta Kornera v roce 1920 spočívala v přestavbě a nástavbě domu, který byl postaven v letech 1898 až 1898 stavební firmou Mihatsch a Ulrich. Původně jednopatrový nárožní novobarokní dům se nadstavením o jedno patro a zhotovením fasády v novoklasicistním stylu stal posledním reprezentantem neobiedermeierovském stylu.
Rozhodnutím č. 5063/2001 byl dům prohlášen kulturní památkou (rejstříkové č. Ústředního seznamu kulturních památek 50826/8-4023, katalogové číslo 1000118845).

### Kancelářský a obytný dům firmy Rütgers / Český rozhlas[5][6]
49°50′15″ s. š., 18°17′32″ v. d.
Komanditní společnost Rütgers v letech 1921 a 1922 postavila na rohu ulic tehdejších ulic Hviezdoslavovy a Michala Hodži administrativní budovu pro vedení firmy. Ulice byly několikrát přejmenovány; dnes nesou ulice jména Dr. Šmerala a Na hradbách. Adresa Českého rozhlasu, který dům vlastní je Dr. Šmerala 2.
V přízemí budovy je vestibul, z kterého vede dřevěné schodiště do prvního patra, kde je reprezentační oválná pracovna. V dalších patrech se nacházely byty. V roce 2008 byly opraveny interiéry a v letech 2009-2010 opravena střecha.
Dne 10. listopadu 1992 byla Rozhodnutím č. 13 116/92 administrativní budova prohlášena kulturní památkou.

### Obchodní dům Rix na ulici 28. října
49°50′4″ s. š., 18°17′28″ v. d.
Adolf Lüftschütz koupil v roce 1903 na tehdejší Hauptstrasse dům pana Rixe a později koupil i právo provozovat obchod pod jménem RIX. Dům nechal v roce 1909 přestavět podle návrhu Felixe Neumanna. V roce 1931 nechal majitel dům přestavět podruhé, tentokrát podle projektu Arnošta Kornera. Vznikl pětipodlažní obchodní dům, na kterém zářil neonový nápis RIX. Adolf Lüftschütz a jeho syn požádali o změnu příjmení a od 2. března 1937 se stali nositeli příjmení Rix. Fotografie a půdorys budovy obchodního domu RIX vyšel v roce 1930 v rakouském časopise Österreichische Bau- und Werkkunst.
Dne 29. srpna 1944 se stala Ostrava jako průmyslové centrum cílem amerického bombardování. Bomby však dopadaly i do centra města a jednou ze zničených staveb byl i obchodní dům Rix. Dne 16. března 1946 byl vydán demoliční výměr a budova byla stržena.

### Bytové a obchodní domy Jakuba Nesselrotha s pasážemi na ulici 28. října (Denisova)
49°49′59″ s. š., 18°17′14″ v. d.
Komplex byl budován v druhé polovině dvacátých let 20. století, úplně dokončen byl stavbou sedmipatrové věže v Denisově ulici. Nacházel se zde obchodní dům a sídlo České komerční banky. Po arizaci majetku Jakuba Nesselrotha provozoval obchodní dům Albin Chamrad (Albín Chamrád).
Obchodní a obytný dům na parcele 402/20 (49°49′59″ s. š., 18°17′17″ v. d.) byl na konci války v noci z 30. dubna na 1. května 1945 částečně vypálen. Věžová část domu a dva segmenty (trakty) zůstaly zachovány, ale roh budovy v křižovatce ulic 28. října a Nádražní byl poškozen. Společnost Moravské místní dráhy vyhlásila výběrové řízení na zakázku odbourání konstrukcí. V letech 1964-1968 byla část parcely zastavěna budovou České spořitelny, která respektovala nově upravené dopravní řešení křižovatky tehdejších ulic Gottwaldova a Dimitrovova. 

### Obytný dům na ulici Mírová
49°48′50″ s. š., 18°15′52″ v. d.
Blok tří domů na půdorysu tvaru písmene „U".

### Obytné domy na ulici Štramberská v Ostravě-Zábřehu
49°48′42″ s. š., 18°15′22″ v. d.
Blok deseti domů na půdorysu připomínající obrácené písmeno „J". Domy k sobě přiléhají štítovými stěnami, ale díky výraznému nárožnímu oblouku, rytmickému střídání průčelí jednotlivých domů a průjezdu do dvora je hmota bloku členěna.

### Obytný dům na ulici Závodní v Ostravě-Zábřehu
49°48′22″ s. š., 18°14′58″ v. d.
Dům v blízkosti hokejové arény (multifunkční haly) je pozoruhodný tím, že jeho součástí je podjezd pro tramvaje a automobily.

### Obytné domy na ulici Krokova v Ostravě - Zábřehu
49°48′29″ s. š., 18°14′46″ v. d.
Byly postaveny po roce 1925 pro úředníky Vítkovických železáren.

### Jubilejní kolonie v Ostravě-Hrabůvce
49°47′36″ s. š., 18°15′32″ v. d.
Dvoublokový jednopatrový dům obdélného půdorysu s orientačními čísly 24 a 26 byl prohlášen kulturní památkou (rejstříkové č. Ústředního seznamu kulturních památek 51767/8-4061, katalogové č.1000471722).
Celý obytný soubor Jubilejní kolonie z období 30. let v Ostravě-Hrabůvce byl prohlášen ochranným pásmem - rejstřík č. ÚSKP 3391.

## Exil
Před nacistickým nebezpečím emigroval Ernst Korner s manželkou a dvěma syny do Austrálie. V roce 1940 si postavil rodinný dům „white-box“ v Cremorne na předměstí Sydney. V průběhu 2. světové války byla výstavba omezena a projekční kancelář, kterou Ernst založil se svým švagrem Kurtem Singerem, stihla realizovat pouze dvě zakázky.
Po skončení válečných restrikcí měl Ernst Korner šedesát let a v projektování nepokračoval. Jméno Korner proslavil v Austrálii Paul Ivan, syn, ale v oboru kardiologie.